# Tallulah
Tallulah – miasto w Stanach Zjednoczonych, w stanie Luizjana, siedziba administracyjna parafii Madison.